# Łysonie
Łysonie (deutsch Lyssuhnen, 1938 bis 1945 Lissuhnen) ist ein Dorf in der polnischen Woiwodschaft Ermland-Masuren, das zur Gmina Pisz (Stadt- und Landgemeinde Johannisburg) im Powiat Piski (Kreis Johannisburg) gehört.

## Geographische Lage
Łysonie liegt am Westrand des Truppenübungsplatzes Arys in der östlichen Woiwodschaft Ermland-Masuren, 13 Kilometer nordöstlich der Kreisstadt Pisz (deutsch Johannisburg).

## Geschichte
Der kleine Ort, der sich nach 1656 Ließunen schrieb, bestand aus dem Dorf und einer Försterei. Bereits 1450 wurde er als Mühlenort erwähnt.
Von 1874 bis 1945 war die Landgemeinde Lyssuhnen in den Amtsbezirk Seegutten eingegliedert.
Zur Landgemeinde gehörte auch der Wohnplatz Nippen.
330 Einwohner waren im Jahr 1910 in Lyssuhnen registriert, im Jahre 1933 waren es 344. Am 3. Juni (amtlich bestätigt am 16. Juli) 1938 änderte man die Namensschreibweise von Lyssuhnen in „Lissuhnen“. Die Einwohnerzahl sank bis 1939 auf 297.
1945 kam in Kriegsfolge das gesamte südliche Ostpreußen zu Polen. Davon war nun auch Lissuhnen betroffen. Es erhielt die polnische Namensform „Łysonie“ und ist heute Sitz eines Schulzenamtes (polnisch Sołectwo). Als solches ist es eine Ortschaft im Verbund der Stadt- und Landgemeinde Pisz (Johannisburg) im Powiat Piski (Kreis Johannisburg), bis 1998 der Woiwodschaft Suwałki, seither der Woiwodschaft Ermland-Masuren zugehörig. Im Jahre 2011 zählte Łysonie 86 Einwohner.

## Kirche
Bis 1945 war Lyssuhnen resp. Lissuhnen in die evangelische Kirche Adlig Kessel in der Kirchenprovinz Ostpreußen der Kirche der Altpreußischen Union und in die römisch-katholische Kirche Johannisburg im Bistum Ermland eingepfarrt.
Heute gehört Łysonie katholischerseits zur Pfarrei Kociołek Szlachecki mit deren Filialkirche in Rostki im Bistum Ełk der Römisch-katholischen Kirche in Polen. Die evangelischen Einwohner halten sich zur Kirchengemeinde in der Kreisstadt Pisz in der Diözese Masuren der Evangelisch-Augsburgischen Kirche in Polen.

## Schule
Im Jahre 1737 wurde Lyssuhnen ein Schulort.

## Persönlichkeiten
- Wolf-Eberhard Barth (* 1941), deutscher Forstbeamter, Kynologe und Naturschützer und erster Leiter des Nationalparks Harz, verlebte seine erste Kindheit in Lissuhnen, wo sein Vater als Revierförster tätig war.

## Verkehr
Łysonie liegt abseits vom Verkehrsgeschehen an einer Nebenstraße, die von Trzonki (Trzonken, 1938 bis 1945 Mövenau) über Rostken (Rostken) direkt in den Ort führt. 